# Ordens honoríficas do Brasil

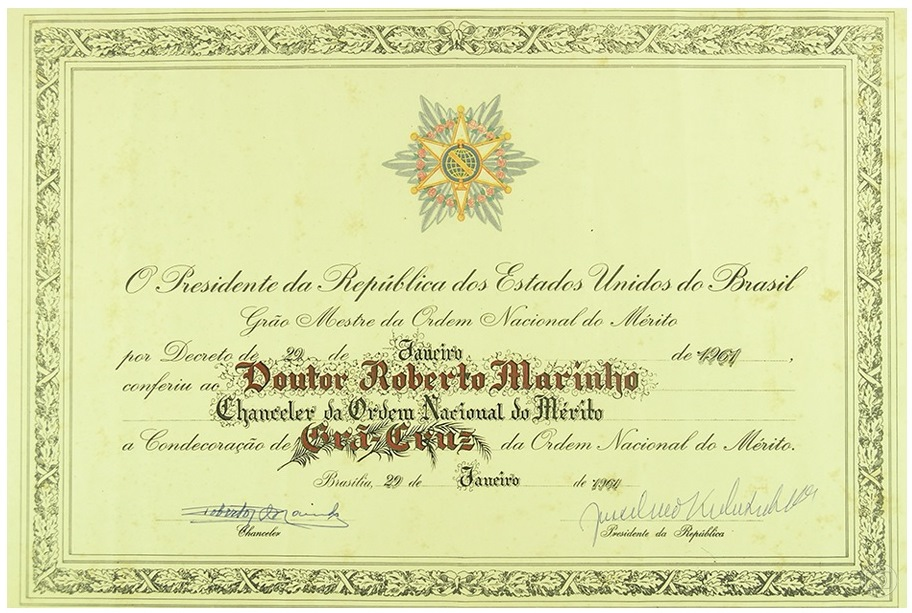
A Ordem Nacional do Mérito é a mais alta honraria concedida a um cidadão brasileiro. Acima temos o diploma da Ordem concedida a Roberto Marinho.

As ordens honoríficas do Brasil são galardões atribuídos em reconhecimento a serviços relevantes prestados à nação. Tendo sido as primeiras ordens regulamentadas já por meio da Constituição de 1824 - primeira carta constitucional brasileira -, do Império, atualmente são todavia tidas como oficiais apenas aquelas criadas após a proclamação da República (1889).
Há honrarias concedidas especificamente a determinadas áreas, como a agrícola, a militar, a aeronáutica, a naval, a médica, a jurídica e assim por diante.
A Constituição de 1988 estabelece que os presidentes em exercício são Grão-Mestres das Ordens Brasileiras, sendo perpetuamente condecorados como Grão-Colares das mesmas.

## Ordens imperiais

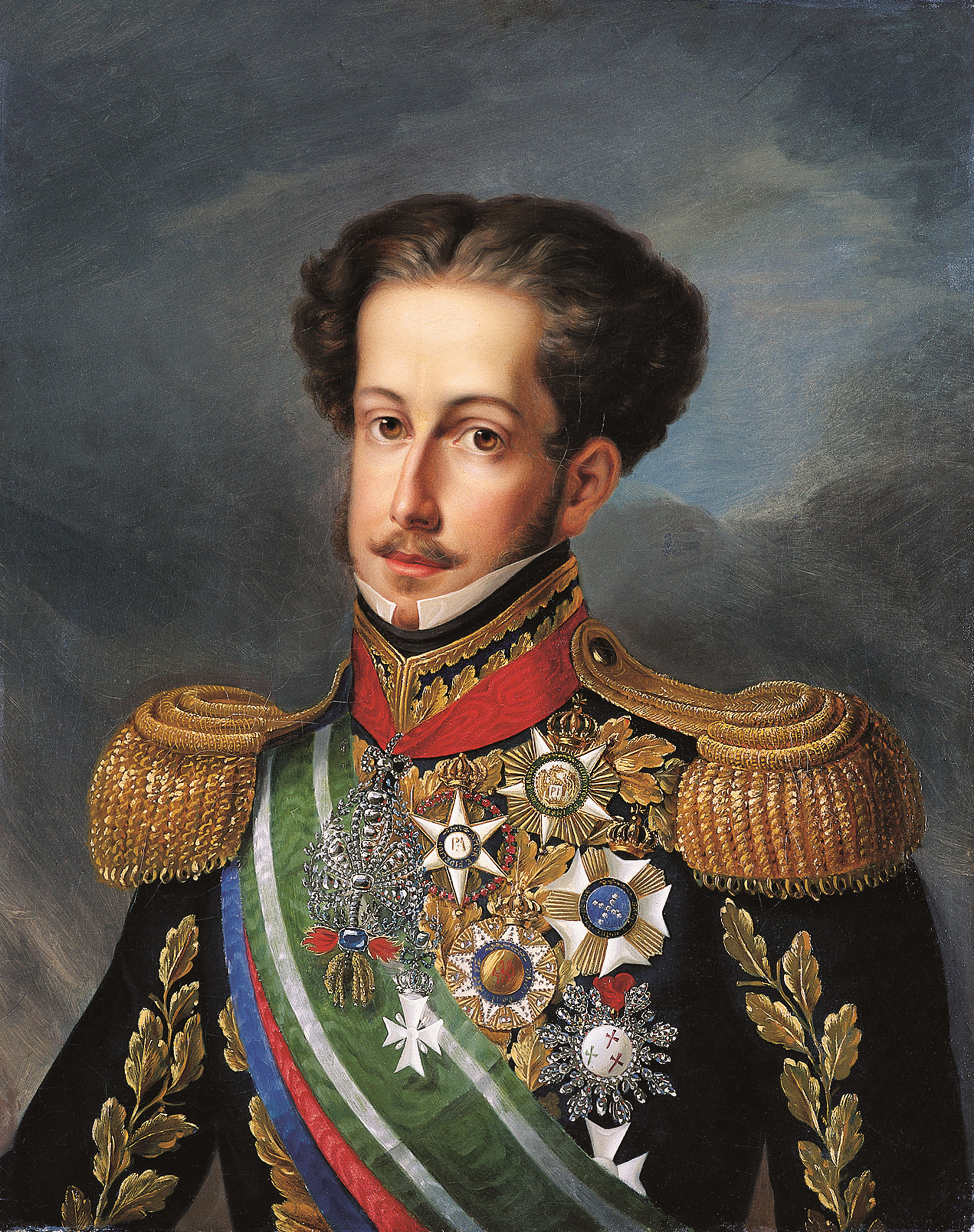
Pedro I do Brasil - fundador da maioria das ordens honoríficas imperiais - portando a insígnia da Ordem do Tosão de Ouro, faixa da Imperial Ordem do Cruzeiro e as Grã-Cruzes da Imperial Ordem da Rosa e Ordem Imperial do Cruzeiro, dentre outras honrarias. (Sá, c. 1830)

Logo após a Independência do Brasil, D. Pedro I tratou de "nacionalizar" as principais ordens honoríficas portuguesas então em vigor. Assim, passou-se a haver a Imperial Ordem de Avis, a Imperial Ordem de Cristo e a Imperial Ordem de Santiago da Espada, das quais apenas a última foi praticamente ignorada durante toda a fase imperial. Há, todavia, uma divergência entre autores sobre quando verdadeiramente se deve considerar essas ordens "abrasileiradas" pois, logo após a Independência, D. Pedro I passou a conceder tais honrarias sem ser o verdadeiro grão-mestre de nenhuma delas—que à altura ainda era seu pai, D. João VI. Um aspecto que contribuiu para tal confusão é o fato de que, com a chegada da Corte à cidade do Rio de Janeiro na América Portuguesa (Estado do Brasil e Estado do Grão-Pará) por causa da invasão napoleônica de Portugal, o príncipe regente João Maria de Bragança, futuro rei D. João VI, decidiu transformar a mesma na sede máxima do Governo do Império Português (sobre os 5 continentes) procurando dotá-la com todo as instituições administrativas, jurídicas e militares de governo que até então ficavam em Lisboa, notadamente o Tribunal do Desembargo do Paço e a Mesa da Consciência e Ordens, que só foi extinto por Lei de 22 de setembro de 1828, passando então o cargo à recente Secretaria de Estado dos Negócios do Império, também chamada de Ministério do Império. Após a partida de D. João VI de volta a Lisboa, em 1821, D. Pedro I passou a conceder as honrarias como príncipe regente, primeiramente, e como Imperador do Brasil, posteriormente. 
Com a Revolução Liberal do Porto ocorrendo na metrópole portuguesa, as Cortes Gerais (o Parlamento do Império Português) mudou o regime político de uma monarquia absolutista para uma monarquia constitucional, tornando o rei Dom João VI numa mera figura cerimonial sem poderes políticos e passaram então a realizar uma série de reformas políticas que visavam realizar a transição para a monarquia constitucional, uma delas foi o retorno da capital do Império Português a Lisboa (assim havendo a transferência de todos os órgãos de governo de volta para a cidade), a transformação das capitanias localizadas na América do Sul em províncias ultramarinas diretamente subordinadas a Lisboa, a demissão de governadores nomeados por Dom João VI para as mesmas e a retirada de todos os poderes ou cargos políticos que o príncipe Pedro de Alcântara pudesse então ter (o tornando apenas um mero oficial do Exército Português). Em meio à indignação geral dos brasileiros afetados pelas decisões de Lisboa (como por exemplo funcionários públicos que haviam perdido seus empregos), D. Pedro recusou-se a partir para Portugal, pelo que ficou conhecido como o Dia do Fico, o que eventualmente iria levar meses mais tarde ao grito do Ipiranga, a guerra de Independência do Brasil e a separação do Brasil de Portugal. 
Apenas em 1827, com a morte do pai e seu reconhecimento como herdeiro aparente legítimo, é que D. Pedro I, agora como Pedro IV de Portugal, tornou-se grão-mestre das reais ordens portuguesas.

As núpcias de Pedro I do Brasil com Amélia de Leuchtenberg motivaram a fundação da Imperial Ordem da Rosa em 1829, considerada uma das mais prestigiosas ordens honoríficas do Brasil Imperial.

No Brasil, D. Pedro procurou então legitimar os agraciados brasileiros do período de 1822 a 1827, enviando o embaixador do país ao Vaticano para obter do Papa Leão XII o reconhecimento das ordens—então de caráter religioso. Disso resultou a bula Praeclara Portugaliiae Algarbiorumque Regum, de 15 de maio de 1827, reconhecendo as ordens brasileiras. Todavia, a bula causou polêmicas tanto em Portugal quanto no Brasil, nunca vindo a ser ratificada pelo parlamento brasileiro. A partir de então, de acordo com Luís Marques Poliano, as três ordens brasileiras de origens portuguesas pararam de ter novos agraciados, caindo no esquecimento. Foram definitivamente regularizadas apenas por Decreto Imperial de 9 de setembro de 1843, o qual retirou o caráter religioso dessas ordens, tornando-as prêmios meramente honoríficos, e oficializou o Imperador, então D. Pedro II, como seu Grão-Mestre.
Além dessas, outras ordens foram criadas, como a Imperial Ordem da Rosa, a Imperial Ordem do Cruzeiro e a Ordem de Pedro Primeiro, considerada a mais rara de todas as ordens brasileiras do período imperial. Todas as seis ordens foram criadas ainda no Primeiro Reinado.
Contabilizando-se as quatro principais ordens durante os cinquenta e sete anos do Segundo Reinado – de Avis, de Cristo, da Rosa e do Cruzeiro --, D. Pedro II do Brasil condecorou em torno de 25.109 pessoas, entre nacionais e estrangeiros. Há que se ressaltar que, entre o Primeiro e o Segundo Reinados, houve um interregno promovido pelo Período Regencial, durante o qual os regentes estavam proibidos de conferir tanto títulos nobiliárquicos quanto honrarias, por conta da Lei Regencial, aprovada durante a chamada Regência Trina Provisória.
Nota-se que é corriqueiro encontrar pequenas variações nos desenhos dessas ordens, principalmente no que consta à coroa imperial que as encima – ora a de Pedro I, ora a de Pedro II. Um dos motivos que explicam essa variação no desenho é que os galardoados precisavam comprar as insígnias recebidas, permitindo-lhes então pequenas interferências na concepção dessas. Também, era comum a cobrança de emolumentos pelo reconhecimento do Estado, à exceção da classe militar, ou dos civis cujas distinções foram recebidas por serviços prestados em campo de batalha. A prática da cobrança pelos títulos recebidos não se manteve após a República.
| Ordem                                         | Graus                                                              | Fundação e lema                         | Fundador | Concessão | Barreta |
| --------------------------------------------- | ------------------------------------------------------------------ | --------------------------------------- | -------- | --- | ------- |
| — Imperial Ordem do Cruzeiro                  | Grã-Cruz Dignatário Oficial Cavaleiro                              | 1 de dezembro de 1822                   | Pedro I  | "Brasileiros e estrangeiros em função da aclamação, sagração e coroação do Imperador Dom Pedro I do Brasil."            |         |
| — Imperial Ordem de Nosso Senhor Jesus Cristo | Grã-Cruz Dignatário Comendador Oficial Cavaleiro                   | 7 de dezembro de 1822                   | Pedro I  | "Serviços prestados à manutenção da ordem pública e da preservação da independência, integridade e dignidade nacional." |         |
| — Imperial Ordem de Pedro Primeiro            | Grã-Cruz Comendador Cavaleiro                                      | 16 de abril de 1826                     | Pedro I  | "Monarcas estrangeiros e nobres brasileiros, bem como membros da Casa Imperial."                                        |         |
| — Imperial Ordem da Rosa                      | Grã-Cruz Grande Dignatário Dignatário Comendador Oficial Cavaleiro | 17 de outubro de 1829 AMOR E FIDELIDADE | Pedro I  | "Nobres brasileiros e estrangeiros por serviços pessoais prestados à Casa Imperial do Brasil."                          |         |
| — Imperial Ordem de São Bento de Avis         | Grã-Cruz Dignatário Comendador Oficial Cavaleiro                   | 9 de setembro de 1843                   | Pedro II | "Destacado mérito militar prestado ao Império do Brasil."                                                               |         |

## Ordens republicanas

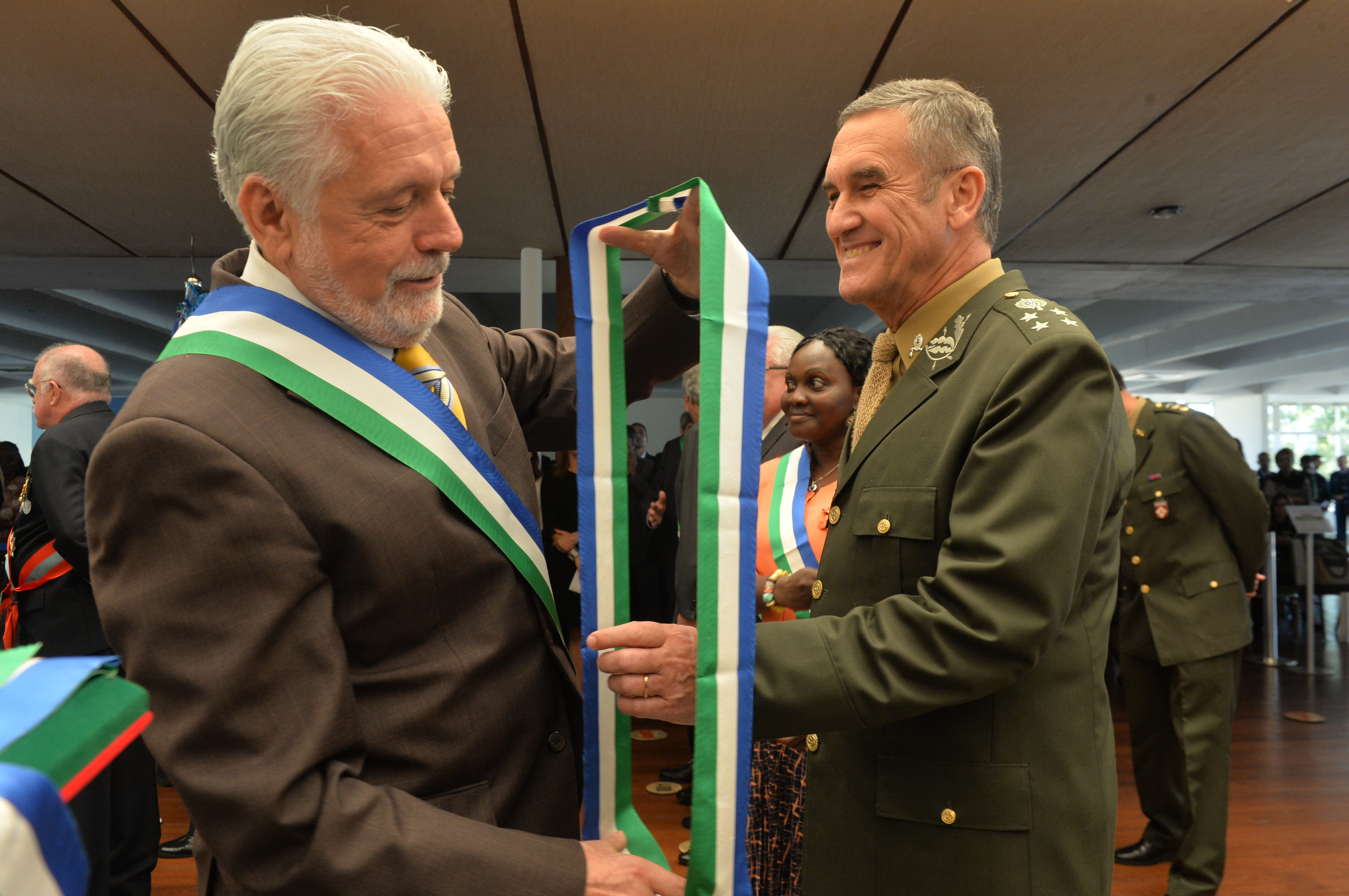
General Braga Netto recebe a faixa de Comendador da Ordem do Mérito da Defesa, em 2015.

Após a proclamação da República em 1889, a maior parte das ordens imperiais foi extinta, à exceção da de Avis, que continuou exclusivamente para a condecoração de militares — tanto do Exército quanto da Marinha — e a do Cruzeiro. Foram perpetuadas pelo Marechal Deodoro da Fonseca, por meio do Decreto nº 227 F de 22 de março de 1890, o qual as tornou privativas dos militares, sendo criada aos civis a Ordem de Colombo, por meio do Decreto nº 456 de 6 de junho de 1890. Até a proibição definitiva das duas primeiras pela Constituição de 1891, chegou da Fonseca a distribuir as ordens de Avis e do Cruzeiro a 724 pessoas.
Apesar do artigo 72, parágrafo 1º, da Carta brasileira de 1891 extinguir as antigas ordens honoríficas imperiais, não proibiu seus galardoados de ostentá-las, como bem observou o ministro do Interior João Barbalho Uchôa Cavalcanti, por meio de Aviso Interpretativo de 23 de março de 1891, ganhas à custa de sangue e arriscadíssimos trabalhos, ao nobre influxo do ardor patriótico e acurado de civismo . Esse aviso consta entre as minutas e nos arquivos do Diário Oficial relativos ao Ministério da Justiça.

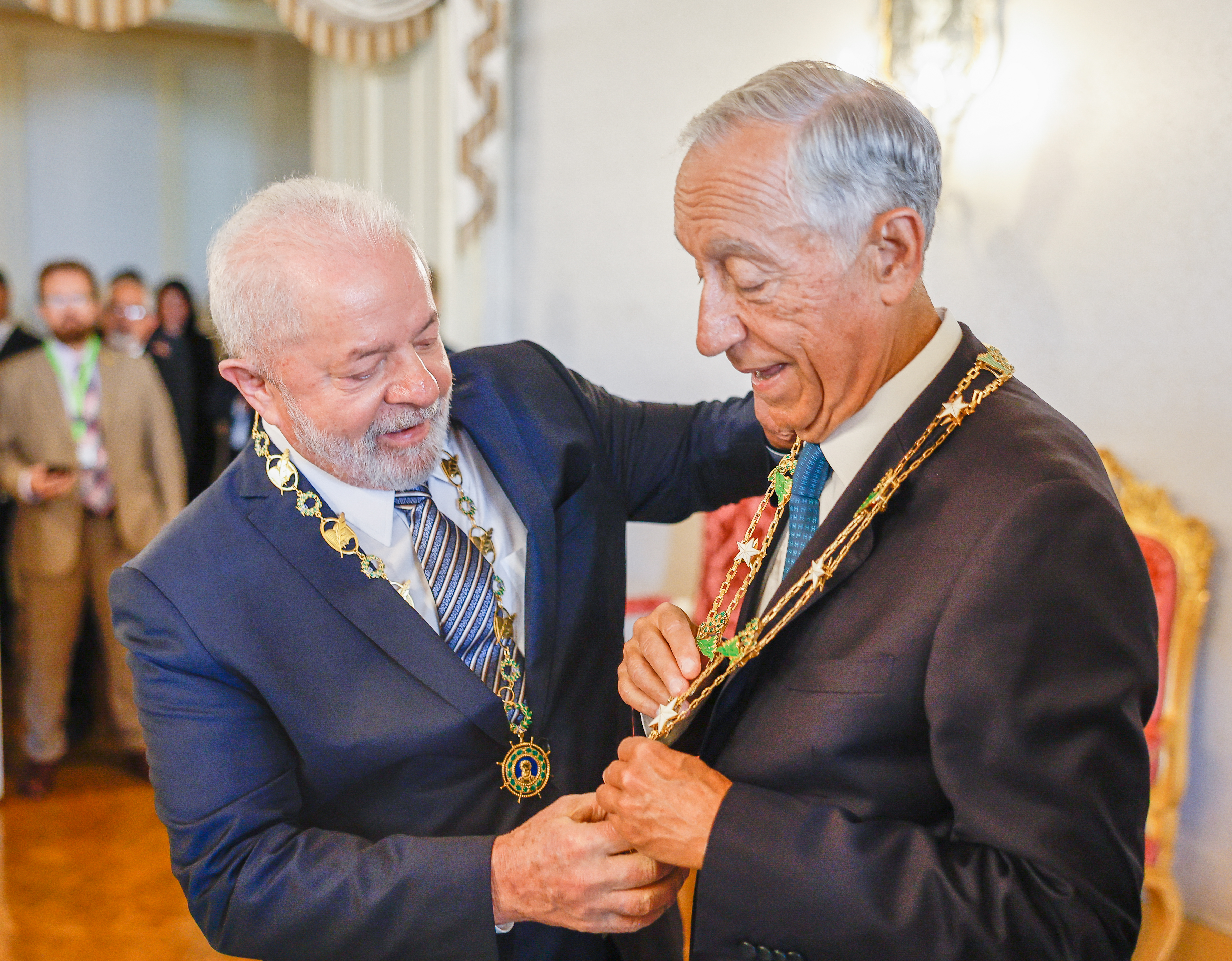
Presidente Lula da Silva condecora o Presidente de Portugal Marcelo Rebelo de Sousa com o Grande-Colar da Ordem Nacional do Cruzeiro do Sul, em 2023.

As condecorações estrangeiras ganhas após o advento da República, por sua vez, só poderiam ser aceitas pelos cidadãos brasileiros após prévia permissão do Ministério do Interior, conforme Decreto de 1899 referendado pelo então ministro da justiça Epitácio Pessoa, sob pena de se perder os direitos políticos. Apesar de se fazer, na prática, letra morta, quem primeiro desafiou publicamente esse decreto foi Rui Barbosa, durante a Campanha Civilista. Uma foto sua publicada, ostentando diversas insígnias estrangeiras, causou impressão no público, o que foi prontamente rebatido por Barbosa dizendo que, por não se tratar de honrarias com foros de nobreza, poderiam ser aceitas sem insultar a Constituição de 1891. A segunda pessoa pública a fazer afronta ao Decreto de 1899 foi o mesmo Epitácio Pessoa, agora como presidente da República, utilizando do mesmo argumento de Barbosa ao defender o empossamento de José Félix Alves Pacheco como senador pelo Piauí, cuja candidatura fora contestada por ter ele recebido uma condecoração belga. Seguindo o mesmo princípio, a Constituição de 1934 passou apenas a consignar a perda de direitos políticos caso a condecoração estrangeira entregue a brasileiros fosse de cunho nobiliárquico, caso implicasse restrição de direitos e deveres para com a República , e cuja lógica se mantém até os dias atuais.
Durante o período imperial, cabia o registro de todos os condecorados ao Ministério do Império, à exceção da Imperial Ordem do Cruzeiro, que possuía chancelaria especial. Posteriormente, coube ao Ministério do Interior, já no período republicano, a tarefa de registro das ordens. Após determinado período, cada Ministério passou a ter um registro próprio das condecorações que lhe competem. Atualmente, há um esforço para que a chancelaria do Ministério das Relações Exteriores, responsável pelo registro das duas principais ordens brasileiras, a do Cruzeiro e a de Rio Branco, centralize o registro de todas as condecorações – principalmente porque, desde meados de 1950, passou-se a haver uma proliferação de ordens de mérito de maneira descontrolada por todo o Brasil, algumas ilegais, a exemplo da Legião de Honra Marechal Rondon.
| Ordem                                 | Graus                                                             | Fundação e lema                              | Fundador            | Concessão | Barreta |
| ------------------------------------- | ----------------------------------------------------------------- | -------------------------------------------- | ------------------- | --- | ------- |
| — Ordem Nacional do Cruzeiro do Sul   | Grande-Colar Grã-Cruz Grande-Oficial Comendador Oficial Cavaleiro | 5 de dezembro de 1932 BENEMERENTIUM PRAEMIUM | Getúlio Vargas      | "As pessoas físicas ou jurídicas estrangeiras que se tenham tornado dignas do reconhecimento da Nação brasileira."          |         |
| — Ordem Nacional do Mérito            | Grã-Cruz Grande-Oficial Comendador Oficial Cavaleiro              | 4 de setembro de 1946                        | Eurico Gaspar Dutra | "Cidadãos brasileiros que, por motivos relevantes, se tenham tornado merecedores do reconhecimento da Nação."               |         |
| — Ordem de Rio Branco                 | Grã-Cruz Grande-Oficial Comendador Oficial Cavaleiro              | 5 de fevereiro de 1963 UBIQUE PATRIAE MEMOR  | João Goulart        | "Serviços meritórios e virtudes cívicas."                                                                                   |         |
| — Ordem do Congresso Nacional         | Grande-Colar Grã-Cruz Grande-Oficial Comendador Oficial Cavaleiro | 23 de novembro de 1972                       | Congresso Nacional  | "Personalidades nacionais e estrangeiros que tenham prestado relevantes serviços à Nação, em especial ao Legislativo."      |         |
| — Ordem Nacional do Mérito Científico | Grã-Cruz Grande-Oficial Comendador Oficial Cavaleiro              | 16 de março de 1993                          | Itamar Franco       | "Personalidades nacionais e estrangeiras por suas relevantes contribuições prestadas à Ciência, à Tecnologia e à Inovação." |         |